# حزب العمل في أنتيغوا وباربودا
حزب العمل الأنتيغي هو حزب سياسي في أنتيغا وباربودا.
تأسس الحزب في عام 1968. قائد الحزب هو ليستر براينت بيرد. في الانتخابات البرلمانية لعام 2004 حصل الحزب على 16544 صوت (41.7%, 4 مقاعد).